# 中嶋竜司
中嶋 竜司（なかしま りゅうじ、1965年9月22日 - ）は、熊本県出身の日本のヘアメイクアーティスト。血液型はB型。

## 来歴・人物
1983年、九州学院高等学校を卒業後に渡仏。以降、国内外でメイクアップアーティストとして活動し、現在に至る。フリーランス契約のヘアメイク6名とともにテレビCMなどの広告をはじめ、イベント、ライブツアー、PV撮影、番組収録などに参加。
また、HERMES、RalphLauren、アニエスベー、FENDI、GUCCIなどファッションショーも手がける。
国内では木村拓哉をはじめ、米倉涼子、松たか子、香川照之、織田裕二、福山雅治、仲村トオル、沢村一樹、スポーツ界からは石川遼、上田桃子、原英莉花、北島康介、萩野公介、中澤佑二など人脈も広く、多ジャンルで活動。
キーラ・ナイトレイ、ナタリー・ポートマン、サマー・グロー、アン・ハサウェイなど海外女優やモデル、ローリング・ストーンズ、エンヤ、スイングアウトシスターズなどミュージシャン、ジェイドジャガー、アニエスベー、フリーダ・ジャニーニなどデザイナー来日時の依頼も多い。

### 年表
1997年、HAPP'S.独立。代官山にてサロンオープン。その後は、ヘアメイクとサロンワークを両立しながら活動。
2002年、カネボウと業務契約を結び、コスメブランド「CHICCHOC」立ち上げ。
2015年、サロンを渋谷へ移店。
2019年、サザビーリーグと共同開発でコスメブランド「GRID」を発表。
2020年、スキンケアブランド「FEEL THE HALOO」（販売元：株式会社ブランジスタソリューション）監修。